# Willi-Bleicher-Preis
Der Willi-Bleicher-Preis ist der Journalismuspreis der IG Metall Baden-Württemberg. Er ist nach dem Gewerkschafter Willi Bleicher benannt, der von 1959 bis 1972 Bezirksleiter der IG Metall in Baden-Württemberg war.
Der Wettbewerb soll laut IG Metall Baden-Württemberg Medienschaffende ermutigen, anschaulich, hintergründig und kritisch über die Arbeitswelt zu berichten. Der Preis wird seit 2012 jährlich vergeben.

## Preisvergabe
Ausgezeichnet werden nach Angaben der IG Metall Journalisten, die mit ihren Beiträgen „die Arbeitswelt für Leser, Hörer und Betrachter erlebbar machen“.
Der Willi-Bleicher-Preis wird in den Kategorien Fernsehen, Hörfunk und Print/Online und (seit 2017) Kurzbeiträge vergeben. Das Preisgeld beträgt jeweils 3000 Euro. Ein Nachwuchspreis ist mit 2000 Euro dotiert.
Die Auswahl der Preisträger erfolgt durch eine unabhängige Jury aus Wissenschaftler, Journalisten und Autoren.

## Preisträger

### 2025
- Kategorie Print/Online: Vivian Pasquet, Süddeutsche Zeitung Magazin, für „Wie ein krankes System Ärzte verschleißt“
- Kategorie Fernsehen: Annette Tubaishat, ZDF, für „Deutschlands Tagelöhner“
- Kategorie Fernsehen: Ariane Riecker und Dirk Schneider, MDR, für „You can win, if you want – Das falsche Versprechen vom Aufstieg“
- Kategorie Nachwuchs: Johannes Lieber und Alina Reissenberger, ZDFheute/ZDFInfo, für „Geflüchtete und Arbeit: Das sind die Probleme“

### 2024
- Kategorie Print/Online: Philipp Daum, ZEIT Online, für „Handwerk: Ganz alte Schule“
- Kategorie Fernsehen: Julia Friedrichs und Caroline Rollinger, NDR story, für „Wir waren mal Mittelschicht“
- Kategorie Hörfunk: Sebastian Friedrich und Nina Scholz, Deutschlandfunk, für „Gemobbt, gekündigt, abgefunden: Wie Unternehmen gegen Betriebsräte vorgehen“
- Kategorie Nachwuchs: Katharina Vorndran, MDR exactly, für „Sparen, Stress und Schulden – unser Alltag mit Niedriglohn“

### 2023
- Kategorie Print/Online: Moritz Aisslinger, ZEIT Dossier, für „Dem Sturm ausgeliefert“
- Kategorie Fernsehen: Anna Stradinger, SWR Junger Dokumentarfilm, für „Kratzer im Lack – Über die Spaltung der Belegschaft“
- Kategorie Hörfunk: Sophie Rebmann, SWR2 Leben, für „Dringend gesucht – Ein bosnischer Handwerker in Deutschland“
- Kategorie Nachwuchs: Katharina Vorndran, MDR exactly, für „Zwischen Inflation, Mindestlohn und Bürgergeld - lohnt sich Arbeit noch?“

### 2022
- Kategorie Print/Online: Miriam Opresnik, Hamburger Abendblatt (Regionalausgabe Norderstedt), für „Internationale Pflegekräfte – Die Pflege unserer Kranken ist ihr neues Leben“
- Kategorie Fernsehen: Denise Dismer, 3sat Wissen, für „Gesünder leben, besser arbeiten: Teilzeit für alle?“
- Kategorie Hörfunk: Jennifer Johnston (geb. Lange), NDR Info, für „Winterkorn und seine Ingenieure“
- Kategorie Nachwuchs: Maria Christoph und Nora Voit, ZEIT Dossier, für „Gruß aus der Küche“

### 2021
- Kategorie Print/Online: Pia Ratzesberger, Süddeutsche Zeitung, für „Werde ich einmal arm sein?“
- Kategorie Fernsehen: Dirk Bitzer und Edith Dietrich, ARD Plusminus, für „Mieser Personalabbau wegen Corona“
- Kategorie Fernsehen: Helena Offenborn, SWR Mensch Leute, für „Der Hoodie-Macher – Jobs für Menschen mit Handicap“
- Kategorie Hörfunk: Sophie Rebmann, Deutschlandfunk Kultur, Plus Eins, für „Wenn ich nicht kämpfe, wer dann? Eine polnische Pflegekraft wehrt sich“
- Kategorie Nachwuchs: Caroline Wiemann, WDR Unterwegs im Westen, für „Kommt jetzt die große Hartz IV-Welle?“

### 2020
- Kategorie Print/Online: Richard Fuchs, Reportagen, für "Das System Tankstelle"
- Kategorie Fernsehen: Julia Regis/Steen Thorsson, WDR/ARD – Monitor, für "Arm trotz Arbeit – Reinigungskräfte zum Niedrigstlohn"
- Kategorie Hörfunk: Gerhard Klas, SWR2 Wissen, für "Sicherheitsdienste – Das Geschäft mit der Angst"
- Kategorie Nachwuchs: Jan Schmidbauer, Süddeutsche Zeitung, für "Ausgeliefert"
- Kategorie Nachwuchs: Malcolm Ohanwe/Kokutekeleza Musebeni, Bayern 2 – Zündfunk, für "Afroshops – Haare, Haut und Schwarzes Deutsches Unternehmertum"

### 2019
- Kategorie Print/Online: Henning Sußebach/Stefan Willeke, Die Zeit, für "Die Fee von Fulda"
- Kategorie Print/Online: Roland Muschel, Südwest Presse, für "Kein Lohn für die Integration"
- Kategorie Fernsehen: Hermann G. Abmayr, SWR/SR, für "Fit bis zur Rente? Wenn Arbeit krank macht …"
- Kategorie Hörfunk: Johannes Lenz, Bayerischer Rundfunk, für "Digital Impact: Die Zukunft der Arbeit"
- Kategorie Nachwuchs: Melisa Lota, ARD-alpha/Bayerischer Rundfunk, für "Arbeit – Broterwerb oder Berufung?"

### 2018
- Kategorie Print/Online: Caterina Lobenstein, Die Zeit, für "Warum verdient Frau Noe nicht mehr?"
- Kategorie Print/Online: Markus Dettmer/Cornelia Schmergal, Der Spiegel, für "Halber Job, ganzer Kerl"
- Kategorie Fernsehen: Stefan Tiyavorabun, ARD/SWR, für "Macht e mobil? Wie die Autoindustrie ihre Krise bewältigen will"
- Kategorie Hörfunk: Thilo Schmidt, Deutschlandfunk Kultur, für "Wem gehört Vati samstags?"
- Kategorie Nachwuchs: Laura Meschede, Süddeutsche Zeitung Magazin, für "Die Mensch-Maschine"

### 2017
- Kategorie Print/Online: Bernd Kramer (fluter – Magazin der Bundeszentrale für politische Bildung) für "Appschuften" – Thema: Arbeiten als Crowdworker: Selbstbestimmt und flexibel oder ausgebeutet?
- Kategorie Fernsehen: Frido Essen (ARD) für "(Alb-)Traumjob Pilot" – Thema: Pilot zu werden ist teuer – und die Arbeitsbedingungen sind nicht immer rosig
- Kategorie Fernsehen: Edgar Verheyen (SWR) für "REWE & EDEKA. Gute Geschäfte – faire Löhne?" – Thema: Wie sich der Einzelhandel sukzessive aus dem Flächentarif verabschiedet
- Kategorie Hörfunk: Nicole Graaf (Deutschlandfunk Kultur) für "Ausbeutung in Heimarbeit – Schuhproduktion in Indien" – Thema: Näherinnen in Indien produzieren auch für Deutschland – für Hungerlöhne
- Kategorie Nachwuchs: Moritz Aisslinger (Die Zeit) für "Die armen Kinder vom Silicon Valley" – Thema: Im vermeintlich strahlenden Zukunftslabor kämpft die Mittelschicht ums Überleben

### 2016
- Kategorie Print/Online: Philipp Alvares de Souza Soares und Astrid Maier (manager magazin) für „Kapitalismus auf Koks“ – Thema: Neue Geschäftsmodelle im Zuge von Digitalisierung und On-Demand-Economy
- Kategorie Hörfunk: Caspar Dohmen (DLF) für „Im Gegenwind. Der weltweite Kampf um Lohn und bessere Arbeitsbedingungen“ – Thema: Über Macht und Ohnmacht von Gewerkschaften
- Kategorie Fernsehen: Thomas Hoeth (SWR) für „Flüchtlinge – schaffen wir das wirklich?“ – Thema: Integration von Flüchtlingen in Schwäbisch Gmünd
- Kategorie Fernsehen: Christine Schönfeld und Anja Neubert (MDR) für „Betriebsräte“ – Thema: Wie Betriebsräte bei der Arbeit behindert werden

### 2015
- Kategorie Fernsehen: Susanne Babila (ARD) für „Werkvertragsarbeiter“ Thema: Missbrauch von Werkverträgen
- Kategorie Fernsehen: Hanspeter Michel (SWR) für „Tafelsilber, Tradition und Tränen – Die WMF in Geislingen baut um“ – Thema: Wandel eines Traditionsunternehmens unter dem Einfluss von Finanzinvestoren
- Kategorie Print/Online: Manfred Stockburger (Heilbronner Stimme) für „Der lange Kampf ums Werk – 40 Jahre Marsch auf Heilbronn“ – Thema: Artikelserie zur Geschichte des Audi-Standorts Neckarsulm
- Kategorie Print/Online: Maria Wetzel (Stuttgarter Nachrichten) für „Ausgebremst in der Elternzeit“ – Thema: Wie Arbeitgeber versuchen, Elternzeit ihrer Beschäftigten zu verhindern
- Kategorie Nachwuchs: Eva-Maria Peter (Schwäbische Zeitung) für „Stillstand im Weberland“ – Thema: Mit der Schließung einer Weberei endet ein Kapitel Industriegeschichte

### 2014
- Kategorie Print/Online: Sabine Marquard (Stuttgarter Nachrichten) für „Der Hausmeister und die Landesbank“ – Thema: Streitfall Leiharbeit
- Kategorie Print/Online: Walther Rosenberger (Stuttgarter Nachrichten) für „Mitarbeiter stellen Festo auf den Kopf“ – Thema: Neue Arbeitsregeln für Topleute
- Kategorie Fernsehen: Claus Hanischdörfer (ARD) für „Deutschland ungerecht – Was Wähler ändern würden“ – Thema: Fleischbranche
- Kategorie Hörfunk: Anna Koktsidou (SWR2) für „In Würde altern, in Würde pflegen?“ – Thema: Ausländische Frauen in deutschen Haushalten
- Kategorie Nachwuchs: Lara Fritzsche (Süddeutsche Zeitung Magazin) für „Schritt für Schritt“ – Thema: Schlecker-Frauen gründen ihre eigene Drogeriekette

### 2013
- Kategorie Fernsehen: Jürgen Rose und Claus Hanischdörfer (SWR) für den ARD-Film „Hungerlohn am Fließband – wie Tarife ausgehebelt werden“
- Kategorie Fernsehen: Heike Scherbel (SWR Fernsehen) für "„Flughafenbeschäftigte“
- Kategorie Print: Christine Keck (Stuttgarter Zeitung) für „Mit 57 zum Glück gezwungen“
- Kategorie Print: Hermann G. Abmayr (Freier Journalist), für „Emmas Enkel bei Tante Verdi“, erschienen in der Wochenzeitung KONTEXT

### 2012
- Kategorie Hörfunk: Sina Rosenkranz und Franziska Roth (SWR-Hörfunk) für „Falsch vermittelt – Arbeitsagenturen schicken Jobsuchende in die Leiharbeit“
- Kategorie Fernsehen: Thomas Eberding (SWR Fernsehen) für „GLS-Paketzusteller“
- Kategorie Print/Online: Petra Otte (Stuttgarter Nachrichten) für „Der Geldregen trifft längst nicht alle“
- Kategorie Print/Online: Flora Wisdorff (Welt) für „Zeitarbeit für immer“
- Kategorie Nachwuchs: Katrin Pribyl (Südkurier) für die Artikelserie „Gesichter des Handwerks“